# Franz Szüzina
Franz Szüzina (* 29. Dezember 1930 in Bremen) ist ein ehemaliger deutscher Boxer.

## Werdegang
Franz Szüzina wurde nach kurzer Amateurzeit mit 19 Jahren Berufsboxer. Sein Manager war Peter Boga. Am 18. März 1950 bestritt er in Berlin seinen ersten Kampf und gewann im Weltergewicht über Herbert Obermeier nach Punkten. Am 9. Dezember 1950 boxte er in Berlin gegen Werner Handke, den späteren deutschen Meister im Weltergewicht, unentschieden und besiegte in seinem nächsten Kampf den früheren vielfachen deutschen Amateurmeister im Leichtgewicht Herbert Nürnberg durch technischen K. o. in der 4. Runde. Herbert Nürnberg wurde danach für einige Jahre Trainer von Franz Szüzina.
Am 11. August 1951 erhielt Franz Szüzina die Chance, in Köln gegen Peter Müller um die deutsche Meisterschaft im Mittelgewicht zu boxen. Er lieferte dem favorisierten Kölner einen großen Kampf und unterlag nach 12 Runden nur knapp nach Punkten. Am 18. Januar 1952 gelang ihm in Berlin ein bemerkenswerter Punktsieg über den deutschen Ex-Meister im Halbschwergewicht Heinz Sachs. Am 9. September 1952 kämpfte Franz Szüzina gegen den neuen deutschen Meister im Mittelgewicht Hans Stretz erneut um die deutsche Meisterschaft. Der Techniker Hans Stretz erwies sich in diesem Kampf dem Fighter Franz Szüzina überlegen und siegte nach 12 Runden nach Punkten.
In den folgenden Jahren seiner langen Karriere kämpfte Franz Szüzina gegen einen Großteil der europäischen Elite und gegen viele Weltklasseathleten. Neben vielen Siegen musste er dabei auch eine Menge Niederlagen einstecken. Ihm gelang es aber, sich über viele Jahre in der europäischen Rangliste der Mittelgewichtsboxer unter den zehn besten Boxern zu halten. Von 1956 bis 1961 kämpfte er vor allen Dingen in den Vereinigten Staaten, und zwar fast ausnahmslos gegen Boxer, die in der Weltrangliste unter den zehn besten Mittelgewichtler eingestuft waren. Dass er dort immer wieder gut bezahlte Kämpfe erhielt, beweist, wie sehr er in den USA wegen seines Kämpferherzens geschätzt war. Bis auf wenige Ausnahmen (Carl „Bobo“ Olsson u. Sugar Ray Robinson) gab es kaum einen amerikanischen Weltranglisten-Mittelgewichtler, gegen den Franz Szüzina nicht im Ring stand.
Von den Kämpfen, die er von 1953 bis 1961 bestritt, waren die folgenden am bemerkenswertesten:
- am 28. August 1953 in Berlin KO-Niederlage in der 10. Runde gegen Bubi Scholz,
- am 22. September 1954 in Hamburg Punktniederlage gegen Willi Hoepner,
- am 23. Oktober 1955 in Lille, Frankreich, Punktniederlage gegen Europameister Charles Humez, Frankreich,
- am 18. Juni 1956 in New York, unentschieden gegen Charlie Cotton, USA,
- am 26. Juli 1956 in Milwaukee, Punktniederlage gegen den Weltranglistenersten Joey Giardello, USA,
- am 8. September 1956 in Fort Lauderdale, Punktsieg über Al Andrews, USA,
- am 8. Juli 1957 in St. Louis, Punktsieg über Virgil Akins, USA,
- am 13. September 1957 in Syracuse, Punktsieg über Randy Sandy, USA,
- am 12. Februar 1958 in Philadelphia, Punktniederlage gegen Joey Giardello, USA,
- am 30. Juli 1958 in New York, KO-Niederlage 7. Runde gegen Spider Webb, USA,
- am 6. Mai 1960 in Hamburg, Punktsieg über Germinal Ballarin, Frankreich,
- am 15. Juli 1960 in Hamburg, unentschieden gegen Alex Buxton, Großbritannien,
- am 21. September 1961 in Toledo/Ohio, Punktniederlage gegen Rory Calhoun (Boxer), USA

Nach der Niederlage gegen Rory Calhoun beendete Franz Szüzina seine Profilaufbahn.